# Jerau
Gerardo Augusto Rodríguez de la Rosa (Cartagena de Indias, 12 de agosto de 1980), conocido artísticamente como Jerau, es un cantante y compositor colombiano de género tropipop. Es sobrino de la actriz Myriam de Lourdes y primo de la actriz y cantante Carolina Sabino.

## Biografía

### Inicios
Desde muy joven se inició en la carrera musical, a los 5 años era solista del coro de su colegio y a los 12 compone su primera canción: Buscar otro amor.
Culminó sus estudios secundarios en 1997, en el Colegio Británico de Cartagena, mismo año en el que inicia su carrera de Comunicación en Bogotá, aunque a los 3 semestres regresó a Cartagena e inició Administración de empresas en la Universidad tecnológica de Bolívar, para finalizarla en 2003. A pesar de su elección de carrera, se mantuvo involucrado en el mundo musical. Participó en festivales de la canción, tanto en el colegio como en la universidad, donde fue ganador como autor e intérprete.

### Estás conmigo
En el 2003 y bajo el nombre artístico de Jerry Rodríguez, grabó su primer sencillo, titulado "Estás conmigo". Ahí tiene sus primeros encuentros con el público, haciendo apariciones en las discotecas de Cartagena, y más adelante, en Bogotá.
En el 2005 se pone en contacto con el mánager ecuatoriano José Quevedo. A partir de agosto de ese año, Jerau decide finalmente dedicarse por completo a la música, dejando a un lado el cargo como gerente de una empresa de seguros que hasta ese momento mantenía. Hizo giras por los colegios, universidades, plazas y discotecas de Cartagena y luego conciertos en Bogotá y Quito, Ecuador. En octubre de 2005 comenzó a grabar su primer álbum llamado de igual forma que su primer sencillo, el cual fue producido por Tono Castillo, esta vez, bajo el nombre artístico de Jerau.
Después de esto promociona su canción reggae,  sencillo "No se vivir sin ti", en sus dos versiones, la original y una versión remix con la agrupación Golpe a Golpe.
Promocionó "te quiero tener", una canción que ha llevado, junto con todos sus éxitos por una serie de conciertos en Perú, México y Venezuela, donde han sido todo un éxito y que lo ha llevado a ganar muchos seguidores.
El 2009 arranca con pie derecho con 3 nominaciones a los Premios Nuestra Tierra tercera edición, como “Mejor artista tropical pop del año”, “Mejor canción del público” y “Mejor interpretación tropical pop del año” por “Feeling” de su más reciente disco “Fácil de amar”. Jerau ya es disco de oro en Colombia gracias a las ventas discográficas y digitales de su primer álbum “Estás conmigo”, “Volver a sonreír” de su segundo disco “Fácil de amar” donde también aparece “Feeling”, su primer sencillo, y un bonus track de “El Viajero” canción que hizo como homenaje a Joe Arroyo, ícono en la música latina.
En octubre de 2007 arrancó una gira por Santiago de Chile, pasando por Buenos Aires, Montevideo, donde ya estuvo en el top 10 de la emisora la FM Latina 103.7 FM y donde suena actualmente con su nuevo sencillo; y cerrando en São Paulo donde promocionó su música en los bares latinos más importantes.
Jerau, ha logrado cautivar a Latinoamérica con su música alegre y sus letras sencillas; gracias a sus éxitos “Estas Conmigo”, “Enamorándome de ti”, “Conquista”, “Amor Imposible”, “Feeling”, “Volver a Sonreír” y “El Viajero” de sus dos primeras producciones “Estás Conmigo” y “Fácil de Amar” y su más reciente #1 “Mi Vida Eres Tú” de su nueva producción llamada “La Noticia De Hoy” que fue el 3 disco en su carrera. Estas canciones fueron grabadas en Pto Rico y Colombia con el productor Masterchris, muy conocido en el mundo de la música urbana, y trajo de sorpresas en canciones grabadas con artistas como Alexis y Fido, Big Yamo, BIp.
Jerau fue Disco de Oro en Colombia en el 2008 gracias a sus millonarias ventas discográficas y digitales de sus éxitos; en la actualidad se encuentra lanzando su segundo sencillo de su tercer álbum, Te Quiero Tener, que ya está sonando fuertemente en las principales emisoras de la Región Andina donde ya arrancó un plan de promoción exhaustivo y simultáneamente se radicará en México para seguir con la promoción de su carrera internacional.

### "La conquista" y "De Fiesta y Enamorado"
El cuarto álbum es muy especial en su carrera, La Conquista contiene las canciones que han sido éxitos en diferentes países de la región y algunas colaboraciones con otros artistas como Proyecto Uno, El laboratorio, Yao y zaa y Golpe a golpe.
Su quinto álbum, De Fiesta y Enamorado, grabado en Miami, Los Ángeles, Santo Domingo, Bogotá, Caracas y Sao Paulo, con canciones como Eres la mujer de mi vida, Soy para ti, Vuelve otra vez, adicto a tus besos y La espumita del río colaboración con Los Corraleros de Majaual.
En noviembre de 2016, lanza el sencillo "En los tiempos de los tiempos", que marca un nuevo estilo internacional, pero conservando su romanticismo y sello característico de su voz.
También hace un Ft con Dragon Rojo, llamado "El desorden se formó", en el cual mantiene su alegría cartagenera. 
En agosto de 2017 hace un cover de Nuestro amor. 
En mayo de 2018, lanza su gran éxito "Cosita linda" que hace parte de su más reciente álbum “Candela”.

## Discografía
- Álbumes

| Estás conmigo (2007) |                          |          |  |
| N.º                  | Título                   | Duración |  |
| 1.                   | «Enamorándome de ti»     |          |  |
| 2.                   | «Estás conmigo»          |          |  |
| 3.                   | «Entre el bien y el mal» |          |  |
| 4.                   | «Cada vez»               |          |  |
| 5.                   | «Conquista *-*»          |          |  |
| 6.                   | «Amor imposible»         |          |  |
| 7.                   | «Ni un día más»          |          |  |
| 8.                   | «Caña y sal»             |          |  |
| 9.                   | «Sueños de un amor»      |          |  |
| 10.                  | «El Pelao»               |          |  |

| Fácil de amar (2008) |                        |          |  |
| N.º                  | Título                 | Duración |  |
| 1.                   | «Feeling»              |          |  |
| 2.                   | «Volver A Sonreír»     |          |  |
| 3.                   | «Fácil De Amar»        |          |  |
| 4.                   | «Puede Que Esta Noche» |          |  |
| 5.                   | «Ven Hacía Mí»         |          |  |
| 6.                   | «Acaso No, Acaso Sí»   |          |  |
| 7.                   | «Tabúes»               |          |  |
| 8.                   | «Locura De Dos»        |          |  |
| 9.                   | «Mi Bella Luna»        |          |  |
| 10.                  | «La Caprichosa»        |          |  |
| 11.                  | «Mitades»              |          |  |
| 12.                  | «El Viajero»           |          |  |
| 13.                  | «Mi Margarita»         |          |  |

| La Noticia de Hoy (2011) |                                       |          |  |
| N.º                      | Título                                | Duración |  |
| 1.                       | «Mi vida eres tú»                     |          |  |
| 2.                       | «Te quiero tener»                     |          |  |
| 3.                       | «Yo no quiero que te vayas»           |          |  |
| 4.                       | «Solo quiero yo»                      |          |  |
| 5.                       | «No se vivir sin ti»                  |          |  |
| 6.                       | «La noticia de hoy»                   |          |  |
| 7.                       | «Me flechó cupido» (feat. BIP)        |          |  |
| 8.                       | «Estas conmigo» (Feat. Alexis & Fido) |          |  |
| 9.                       | «Ni un día más» (Feat. Big Yamo)      |          |  |

| La Conquista (2012) |                                            |          |  |
| N.º                 | Título                                     | Duración |  |
| 1.                  | «Ni un día más» (Feat. Big Yamo)           |          |  |
| 2.                  | «Conquista»                                |          |  |
| 3.                  | «No sé vivir sin ti» (Feat. Golpe a golpe) |          |  |
| 4.                  | «Volver a sonreír» (Versión Barrio)        |          |  |
| 5.                  | «Mi vida eres tú»                          |          |  |
| 6.                  | «Estás conmigo» (Feat. Alexis & Fido)      |          |  |
| 7.                  | «Date la vuelta» (Feat. El Laboratorio)    |          |  |
| 8.                  | «Te quiero tener»                          |          |  |
| 9.                  | «Feeling»                                  |          |  |
| 10.                 | «Keshia» (Feat. Yao & Zaa, El esqueleto)   |          |  |
| 11.                 | «Enamorándome de ti»                       |          |  |
| 12.                 | «Yo no quiero que te vayas»                |          |  |
| 13.                 | «Cada vez»                                 |          |  |
| 14.                 | «Sólo quiero yo»                           |          |  |
| 15.                 | «Si te he visto» (Feat. Proyecto Uno)      |          |  |
| 16.                 | «Amor imposible»                           |          |  |
| 17.                 | «Fácil de amar» (Remix Dj.Tulkan)          |          |  |
| 18.                 | «La noticia de hoy»                        |          |  |
| 19.                 | «No se vivir sin ti»                       |          |  |
| 20.                 | «Estás conmigo»                            |          |  |

| De fiesta & Enamorado (2013) |                                                                        |          |  |
| N.º                          | Título                                                                 | Duración |  |
| 1.                           | «Eres la Mujer de Mí Vida»                                             |          |  |
| 2.                           | «El Bacaneo»                                                           |          |  |
| 3.                           | «Adicto a Tus Besos»                                                   |          |  |
| 4.                           | «Locamente Enamorado» (Balada)                                         |          |  |
| 5.                           | «Conquista» (feat. Sandro)                                             |          |  |
| 6.                           | «Vuelve Otra Vez»                                                      |          |  |
| 7.                           | «Soy para Ti»                                                          |          |  |
| 8.                           | «Locamente Enamorado» (Ukelele)                                        |          |  |
| 9.                           | «Soy para Ti» (Balada)                                                 |          |  |
| 10.                          | «Espumita del Río» (feat. Los Corralejos de Majagual & Dino Gutiérrez) |          |  |
| 11.                          | «El Bacaneo de Mi Selección Colombia.»                                 |          |  |

Sencillos
- 2011 Junior Prendío la Fiesta
- 2015 Eso va
- 2015 El Beso de la Chikungunya
- 2015 Todo bien muito bom
- 2016 Mi loquita de remate
- En los tiempos de los tiempos
- Nuestro amor
- El desorden se formó
- Cosita linda
- Me liberare

## Premios
40 principales España
| Año  | Trabajo nominado | Categoría                         | Resultado |
| ---- | ---------------- | --------------------------------- | --------- |
| 2007 | Estas Conmigo    | Mejor Artista Nacional Colombiano | Nominado  |
| 2009 |                  | Mejor Artista Nacional Colombiano | Nominado  |

Premios Nuestra Tierra 
| Año  | Trabajo nominado | Categoría                                                      | Resultado |
| ---- | ---------------- | -------------------------------------------------------------- | --------- |
| 2008 |                  | 4 nominaciones Mejor Artista Solo o Grupo Tropical Pop del Año | Nominado  |
| 2009 |                  | 3 nominaciones                                                 | Nominado  |

Premios SHOCK
| Año  | Trabajo nominado   | Categoría                   | Resultado |
| ---- | ------------------ | --------------------------- | --------- |
| 2006 | Jerau              | Mejor Artista Masculino     | Ganador   |
| 2006 | Jerau              |                             | Nominado  |
| 2006 | Jerau              |                             | Nominado  |
| 2007 | Jerau              | Mejor Voz del Año           | Ganador   |
| 2007 | Estas conmigo      | Mejor álbum del Año         | Nominado  |
| 2007 | Enamorándome de ti | Mejor canción radio         | Nominado  |
| 2009 |                    | Mejor Artista Tropical Pop  | Nominado  |
| 2010 | Mi Vida Eres Tú    | Mejor solista pop masculino | Nominado  |

 Premio SAYCO 
| Año  | Trabajo nominado | Categoría         | Resultado |
| ---- | ---------------- | ----------------- | --------- |
| 2010 | Volver a Sonreír | Mejor Canción Pop | Ganador   |

Premios Luna
| Año  | Trabajo nominado | Categoría                  | Resultado |
| ---- | ---------------- | -------------------------- | --------- |
| 2007 |                  | Mejor Artista Pop Tropical | Ganador   |
| 2008 |                  | Mejor Artista Pop Tropical | Ganador   |
| 2010 | Mi Vida Eres Tú  | Mejor Artista Pop          | Ganador   |